# Kršćanska socijalna unija
Kršćanska socijalna unija (KSU) naziv je hrvatske demokršćanske političke stranke, osnovane 1999., sa sjedištem u Splitu. Predsjednik joj je dr. Ante Pribudić.
"Naša načela temelje se na našoj vjeri iz čega proizlazi naš stav o životu i sustavu vrijednosti, pri čemu ne pretendiramo nastupati u ime svoje vjerske zajednice, već kao građani koji po svojoj kršćanskoj savjesti taj sustav ugradjuju u temelje društvenih odnosa", ističe se u temeljnim načelima KSU-a.